# ماورو بازان
ماورو بازان (بالإسبانية: Mauro Bazán)‏ هو لاعب كرة قدم أرجنتيني في مركز الدفاع، ولد في 27 أبريل 1993 في لوماس دي ثامورا في الأرجنتين. لعب مع Guillermo Brown de Puerto Madryn ‏.

## وصلات خارجية
- ماورو بازان على موقع قاعدة بيانات كرة القدم.إي يو (الإنجليزية)
- ماورو بازان على موقع AS.com (الإسبانية)